# Pomadasys guoraca
Pomadasys guoraca és una espècie de peix de la família dels hemúlids i de l'ordre dels perciformes.

## Morfologia
Els mascles poden assolir els 46 cm de longitud total.

## Distribució geogràfica
Es troba des de l'Àfrica oriental fins a les Filipines.